# Hyrtanandra
Hyrtanandra es un género botánico con 13 especies de plantas de flores perteneciente a la familia Urticaceae.

## Especies seleccionadas
- Hyrtanandra caudata
- Hyrtanandra ciliaris
- Hyrtanandra gracilis
- Hyrtanandra hirta
- Hyrtanandra javanica

## Sinónimo
- Memorialis